# 세어로
세어로(細於路)는 인천광역시 서구 원창동에 있는 도로이자, 세어도를 동서로 잇는 유일한 도로로 총 연장은 1.156 km이다. 유래는 자연부락이자 섬의 명칭을 활용하고 있는 것에서 유래되었다.

## 노선 정보
- 총 연장 : 1.156 km
- 기점 : 인천광역시 서구 원창동 산141임
- 종점 : 인천광역시 서구 원창동 산146-11임

## 지리
- 통과하는 지자체 : 서구 원창동
- 접촉하는 도로 : 없음
- 주변에 있는 시설 : 세어도선착장, 어촌체험마을체험장

## 비고
이 도로 주변에는 자연녹지지역으로 지정되어 있어, 반입이 비교적 쉬운 자전거, 모터사이클과 달리 자동차는 세어도에 들어올 수 없다.

## 같이 보기
- 세어도